# 164 Eva
164 Eva è un asteroide del sistema solare. Scoperto nel 1876, presenta un'orbita caratterizzata da un semiasse maggiore pari a 2,6316435 UA e da un'eccentricità di 0,3454826, inclinata di 24,47987° rispetto all'eclittica.